# Брынцалов, Владимир Алексеевич
Влади́мир Алексе́евич Брынца́лов (род. 23 ноября 1946, Черкесск, Черкесская автономная область, Ставропольский край, РСФСР, СССР) — российский предприниматель, владелец фармацевтической компании ЗАО «Брынцалов-А». В 1995—2003 годах был депутатом Государственной Думы России второго и третьего созывов. Лидер Русской социалистической партии. В 1996 году баллотировался на пост президента России.

## Биография
Родился 23 ноября 1946 года в городе Черкесске (Черкесская автономная область, РСФСР).
Отец — Алексей Евдокимович Брынцалов (1908—1978), писал стихи, работал кочегаром, занимался пчеловодством, хотя и имел высшее образование, в 1936 году был директором школы и секретарём парторганизации, был репрессирован, отсидел 9 месяцев в тюрьме, инвалид Великой Отечественной войны, в боях за Ленинград потерял ногу.
Мать — Елена Григорьевна Брынцалова (в девичестве — Тикунова; 1908—1968), её отец был казачьим атаманом, в 1918 году его расстреляли, матери, как дочери атамана, запретили учиться в школе, подрабатывала как прачка, работала техничкой. У Владимира две сестры: старшая — Вера, младшая — Татьяна.
Семья Брынцаловых жила на улице Советской в крытой камышом мазанке, которая, стояла рядом с южным входом на базар. Кроме печки, стола и трёх кроватей в ней не было ничего. Мать получала 16 рублей пенсии, отец — 23 рубля, торговали на рынке молоком и мёдом, держали корову, разводили кроликов и голубей.
Учился в школе № 6, учился хорошо. Так как его отец был «врагом народа», а мать — дочь атамана, его не приняли ни в октябрята, ни в пионеры, ни в комсомол.
У цыган научился хорошо играть в преферанс. Хорошо танцевал вальс, чарльстон, твист, занимался боксом, играл в баскетбол.
По собственному признанию, в восьмом классе исключён из школы «за драки и разные другие дела» и далее среднее образование получал в школе рабочей молодёжи.
В 1969 году окончил Новочеркасский политехнический институт по специальности «маркшейдерское дело и геодезия» — горный инженер. Занимался самбо и теннисом.
После окончания института работал преподавателем специальных технических дисциплин в Черкесском политехникуме, затем прорабом на стройке.

## Семья
Первая жена — Лидия Тихоновна Брынцалова (род. 6 января 1947); от первого брака  дочь Наталья (род. 11 сентября 1970).
Вторая жена — Наталья Геннадьевна Брынцалова (род. 9 февраля 1967),  бухгалтер. В интервью программе «Итоги» телекомпании НТВ 26 мая 1996 года Наталья Брынцалова заявила, что она является советником мужа по связям с общественностью. С 2006 года живёт в Монако. От второго брака двое детей — сын Алексей Владимирович Брынцалов (род.  1992) и дочь Елена-Женевьева-Вероника Владимировна Брынцалова (род. 1994). 
Двоюродный брат — Юрий Григорьевич Брынцалов (род. 30 апреля 1949) — генеральный директор ЗАО «Брынцалов-А», жена Нина.
Племянник — Игорь Брынцалов (род. 7 июня 1971), депутат Московской областной думы с 1997 года, председатель Московской областной думы с декабря 2011 года. С Игорем Брынцаловым ассоциирована компания «Бинергия», где работают ранее осуждённые менеджеры ЗАО «Брынцалов-А».
Особняк Брынцалова расположен в посёлке Салтыковка. В парадной зале находились портреты супругов Брынцаловых, написанные художником Александром Шиловым.

## Предпринимательская деятельность
Будучи начальником строительного управления в родном Черкесске, Владимир Брынцалов в 1979 году выстроил собственный дом. В результате «за мелкобуржуазные настроения» был исключён из КПСС и уволен с работы. После этого он устроился в пчелосовхоз начальником подсобного хозяйства.
В 1987 году в Москве зарегистрировал сельскохозяйственный кооператив «Пчёлка». В конце 1980-х годов Брынцалов возглавил Ассоциацию производителей лекарств Москвы, впоследствии переименованную в АО «Ферейн».
В 1995 году состояние предпринимателя оценивалось им самим в 2 миллиарда долларов.
В 1996 году «Ферейн» начал делать инсулин по лицензии датской компании Novo Nordisk. В 1998 году датская компания Novo Nordisk расторгла договор с ФАО «Ферейн» из-за «нарушения лицензионного соглашения, выразившегося в передаче прав по нему третьему лицу», а также долга «Ферейна» в 6,5 миллиона долларов. По данным «Новых Известий» на 2001 год, долг Брынцалов так и не вернул. Впоследствии предприниматель стал производить инсулин из непроверенного сырья, что приводило к осложнениям у больных диабетом. По факту мошенничества было заведено уголовное дело.
В марте 1997 года юридический адрес своей компании Брынцалов перенёс в аул Новый Карачай, Карачаево-Черкесская Республика. По данным Московской регистрационной палаты, «Ферейн» позже был ликвидирован. Позже было зарегистрировано индивидуальное частное предприятие «Фирма „Брынцалов“» и ЗАО «Брынцалов-А» (зарегистрировано в российской «офшорной» зоне в Горно-Алтайске).
В 2004 году Брынцалов вернулся к руководству фармацевтической компанией. В 2006 году, по оценке журнала «Финанс», состояние Брынцалова оценивалось в 1 миллиард рублей, а его компания занимала 2 процента российского рынка лекарств.
В 2006 году сотрудники МВД изъяли в компании «Брынцалов-А» фальсифицированные лекарства. По версии следователей, произведённые на заводе «Ферейн» таблетки расфасовывали в упаковки, отпечатанные в типографии того же предприятия. В результате сестра Брынцалова, генеральный директор компании «Брынцалов-А», Татьяна Брынцалова и её менеджеры были обвинены в незаконном предпринимательстве и незаконном использовании товарного знака. Бизнесмен проходил по делу как свидетель. Слушания по делу начались в декабре 2007 года. Приговор обвиняемым был вынесен в апреле 2009 года: все они, включая Брынцалову, были признаны виновными по всем пунктам обвинения. Эксперты оценивали доход от фальсифицированных лекарств не менее, чем в 80 миллионов рублей. Обвиняемые получили условные сроки. Например, сестра бизнесмена была приговорена к пяти годам лишения свободы условно и штрафу в 50 тысяч рублей.
Занимался реконструкцией памятника культуры санатория «Кавказская ривьера», позднее решением суда «Кавказская ривьера» возвращена государству.

## Политическая деятельность

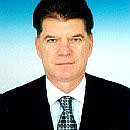
Фотокарточка с официального сайта Госдумы

В 1993 году проиграл выборы в Государственную Думу первого созыва в Орехово-Зуевском одномандатном избирательном округе № 111. Через 2 года был избран в Государственную Думу от того же округа. Баллотировался от избирательного блока «Блок Ивана Рыбкина». В Государственной Думе второго созыва входил в состав фракции «Наш дом — Россия», был членом Комитета по охране здоровья. По данным издания «Коммерсант-Власть», за всё время работы в Госдуме второго созыва Брынцалов ни разу не брал слова и посетил 5 процентов её заседаний.
26 апреля 1996 года Центральная избирательная комиссия зарегистрировала Брынцалова кандидатом на пост президента Российской Федерации.
В январе 1996 года вступил в Социал-демократическую партию России, откуда был исключён в мае того же года. 27 апреля 1996 года состоялся учредительный съезд «Русской социалистической партии» (РСП), созданной Брынцаловым. На съезде Брынцалов единогласно был избран лидером РСП. Обозреватель газеты «Известия» Ирина Петровская в мае 1996 года опубликовала статью «Один на один с $15 тыс.», в которой воспроизвела слова пресс-секретаря В. Брынцалова — Анатолия Толмачёва, который утверждал, что Брынцалов за участие в программе «Один на один» заплатил 15 тысяч долларов. 19 ноября того же года Тверской суд Москвы постановил газете «Известия» опубликовать опровержение статьи, а также выплатить истцу 7 млн рублей, хотя тот просил 15 млрд рублей.
16 июня 1996 года на выборах Президента РФ Брынцалов набрал 0,16 процента голосов избирателей, принявших участие в голосовании, и занял последнее место, после чего выбыл из дальнейшей борьбы за пост президента.
Накануне парламентских выборов осенью 1999 года возглавил Федеральный список избирательного объединения «Русская социалистическая партия».
19 декабря 1999 года Владимир Брынцалов принял участие в выборах губернатора Московской области, где занял шестое место (5,02 % голосов) и выбыл из борьбы в первом туре.
19 декабря 1999 года был избран депутатом Государственной Думы третьего созыва в Орехово-Зуевском одномандатном избирательном округе № 111, получив 26,77 % голосов избирателей. Возглавляемая Брынцаловым РСП не сумела преодолеть пятипроцентный барьер. В Госдуме входил в состав депутатской группы «Народный депутат».
В декабре 2003 года проиграл выборы депутатов Государственной думы четвёртого созыва по Орехово-Зуевскому избирательному округу № 112 Московской области кандидату от КПРФ Сергею Собко. Собко получил 27,58 % голосов, опередив Брынцалова с 26,93 %. После выборов Брынцалов оспорил поражение в суде. 5 июня 2005 года судья Павлово-Посадского городского суда вынес решение об отмене результатов выборов на 8 избирательных участках на основе доказательств от адвокатов Брынцалова. Собко подал кассационную жалобу в Московский областной суд. 27 июня суд отменил решение нижестоящей инстанции, подтвердив победу Собко. Доказательства Брынцалова были названы фальсифицированными.
На выборах 2004 года выдвигался в президенты России, но не прошёл регистрацию.